# Défenseur public des droits
Le défenseur public des droits (Verejný ochranca práv en slovaque) est l'ombudsman de la Slovaquie. La fonction a été créée en 2001 et pourvue pour la première fois en 2002. L'actuel titulaire du poste est Mária Patakyová (sk).

## Histoire
La révision constitutionnelle instaurant le Défenseur public des droits a été approuvée en 2001, mais l'entrée en vigueur du nouvel article 151a est fixée au 1er janvier 2002 alors que le reste de la réforme entre en vigueur au 1er juillet 2001. Le Conseil national a ensuite adopté la « loi 564/2001 sur le Défenseur public des droits », entrée en vigueur le 4 décembre 2001.
Il a toutefois fallu attendre le 19 mars 2002 pour que les députés élisent Pavel Kandráč (sk) comme premier Défenseur public. Celui-ci a prêté serment le 27 mars. Le 30 janvier 2007, il a été réélu pour un second mandat.

## Fonctions
Selon l'article 151a de la Constitution slovaque de 1992 : « Le Défenseur public des droits est un organe indépendant qui, dans la mesure et la manière fixées par la loi, participe à la protection des libertés et des droits fondamentaux face aux organes administratifs et aux pouvoirs publics, si leurs actions, décisions ou abstentions ne sont pas conformes à l'ordre public. Dans les cas fixés par la loi, le Défenseur public des droits peut prendre part à la fixation de la responsabilité des personnes travaillant dans les organes de l'administration, si ces personnes ont violé les droits de l'homme ou les libertés fondamentales de personnes physiques ou morales ».
Il a en outre la possibilité de saisir la Cour constitutionnelle d'un recours contre une loi, un traité international, un décret ou un arrêté local qu'il juge contraire aux droits de l'homme ou aux libertés fondamentales.

### Domaine de compétence
Il peut agir à l'encontre des administrations publiques, des collectivités locales et des personnes physiques et morales qui prennent des décisions ou interviennent dans les droits et devoirs des personnes physiques et morales dans le domaine de l'administration publique.
Il n'est en revanche pas compétent pour agir à l'encontre du Conseil national, du président de la République, du gouvernement, de la Cour constitutionnelle, du Bureau suprême d'audit, des services de renseignement, des inspecteurs de la police, du ministère public et des juridictions, à l'exception toutefois de l'administration de ces dernières.

### Saisine
Le Défenseur public des droits agit à la suite du dépôt d'une plainte par une personne physique ou morale, et peut même se saisir de sa propre initiative. La plainte peut lui être transmise par écrit, voie orale ou communication électronique.

## Désignation

### Élection et serment
Conformément à la Constitution et à la loi le régissant, le Défenseur public des droits est élu pour un mandat de cinq ans renouvelable par le Conseil national parmi tout citoyen d'au moins 35 ans disposant du soutien d'au moins 15 députés. Le candidat doit résider de façon permanente sur le territoire de la Slovaquie, avoir l'éducation et les connaissances nécessaires pour remplir sa fonction et ne pas avoir été condamné de façon définitive pour une infraction intentionnelle, ou pour une infraction pour laquelle une peine d'emprisonnement ferme a été prononcée.
Une fois élu, le Défenseur public des droits prête le serment suivant : « Je jure en mon âme et conscience que je respecterai la Constitution de la République slovaque, les lois constitutionnelles, les lois et traités internationaux légalement promulgués, que je participerai à la protection des droits fondamentaux et des libertés des personnes physiques et morales dans le respect des activités, des décisions prises ou de l'inactivité des administrations publiques, et que je protégerai les droits fondamentaux et les libertés en accord avec les principes de l'État démocratique et de la règle de droit. ». La prestation de serment constitue le point de départ du mandat du Défenseur, et le refus de prêter serment ou le fait de prêter serment avec des réserves invalide automatiquement l'élection.

### Incompatibilités
En aucun cas le Défenseur public des droits ne peut appartenir à un parti politique et sa fonction est incompatible avec celle de président de la République, député au Conseil national, membre du gouvernement, directeur ou président d'une organe de l'administration d'État, président ou vice-président du Bureau suprême d'audit, juge à la Cour constitutionnelle, juge, procureur, membre des services de renseignement, de la police ou de tout autre corps armé, ou de fonctionnaire. De plus, il ne peut exercer aucune activité à caractère commercial au cours de son mandat.

### Fin des fonctions
Outre la fin légale de son mandat ou son décès, le Défenseur public des droits peut perdre ses fonctions s'il a été condamné de façon définitive pour une infraction intentionnelle, ou pour une infraction pour laquelle une peine d'emprisonnement ferme a été prononcée, ou s'il a été destitué par le Conseil national à cause d'un état de santé durablement altéré l'empêchant depuis au moins trois mois d'exercer ses fonctions.
Il a également la possibilité de démissionner au moyen d'une lettre écrite envoyée au président du Conseil national, qui ne prendra effet qu'à la fin du mois suivant le mois au cours duquel la lettre a été transmise.

## Titulaire
Le premier titulaire de ce poste est Pavel Kandráč (sk), un universitaire et avocat spécialiste du droit pénal né le 30 septembre 1941. Il a été élu pour un premier mandat de cinq ans le 19 mars 2002 et réélu le 30 janvier 2007 pour un second mandat. Il est remplacé, le 29 mars 2012, par Jana Dubovcová. Le 29 mars 2017, elle est remplacée par l'avocate et professeure d'université, Mária Patakyová (sk), élue le 8 février 2017.